# (有) 山口モータース
『(有) 山口モータース』（ゆうげんがいしゃ やまぐちモータース）は山口智充の1枚目のアルバム。

## 内容
平畠啓史とのお笑いコンビ『DonDokoDon』としての活動開始から15周年を迎えた本作は、雨上がり決死隊の宮迫博之と『くず』としての活動を経ての自身の全面プロデュースによるソロ・デビュー作品。タイトル曲については自身がつなぎという作業服が好きだったことから会社名的なアルバムタイトルになったという。

## 収録曲
全作詞・作曲・編曲：山口智充
1. 白い砂浜へ
2. 口笛
3. 沖縄のしのぶちゃん
4. 世の中そんなに捨てたもんじゃないぜ!
5. 虹がかかってた（原曲：くず）
6. 明日はきっと…
7. 夏の日々と親父の笑顔（原曲：くず）
発売日に合わせて、自身が司会を務めるにじいろジーンのエンディング・テーマとして起用している。
8. 散歩しよ。
9. (有) 山口モータース
10. 今 〜あの頃に見てた未来〜